# Two and a Half Men (7.ª temporada)
A sétima temporada de Two and a Half Men foi transmitido entre 21 de setembro de 2009 e 24 de maio de 2010 pelo canal CBS.

## Elenco
- Charlie Sheen - Charlie Harper
- Jon Cryer - Alan Harper
- Angus T. Jones - Jake Harper
- Conchata Ferrell - Berta
- Holland Taylor - Evelyn Harper
- Marin Hinkle - Judith Melnick
- Ryan Stiles - Herb Melnick
- Jennifer Bini Taylor - Chelsea
- Melanie Lynskey - Rose
- Courtney Thorne-Smith - Lindsey McElroy
- Graham Patrick Martin - Eldridge McElroy

## Prêmios e indicações
| Ano  | Resultado | Categoria                                                                     | Prêmio      | Artista |
| ---- | --------- | ----------------------------------------------------------------------------- | ----------- | --- |
| 2010 | Indicado  | Melhor Ator Coadjuvante em uma Série de Comédia                               | Emmy Awards | Jon Cryer |
| 2010 | Indicado  | Melhor Atriz Coadjuvante em uma Série de Comédia                              | Emmy Awards | Holland Taylor |
| 2010 | Indicado  | Melhor Atriz Convidada em uma Série de Comédia                                | Emmy Awards | Jane Lynch pelo episódio "818-jklpuzo"                                                                             |
| 2010 | Indicado  | Melhor Fotografia de uma Série de 30 Minutos                                  | Emmy Awards | Steven V. Silver pelo episódio "Crude and Uncalled For"                                                            |
| 2010 | Indicado  | Melhor Penteado para uma Série Multi-câmera ou um Especial                    | Emmy Awards | Pixie Schwartz, Krista Borrelli, Ralph M. Abalos, Janice Allison pelo episódio "That's Why They Call It Ball Room" |
| 2010 | Indicado  | Melhor Mixagem de Som de uma Série de Comédia ou Drama (Meia-hora) e Animação | Emmy Awards | Bruce Peters, Bob LaMasney, Kathy Oldham pelo episódio "Fart Jokes, Pies and Celeste"                              |

## Episódios
| # | Título                                | Diretor       | Roteiro                                                                                    | Data de exibição       | Código de produção |
| --- | ------------------------------------- | ------------- | ------------------------------------------------------------------------------------------ | ---------------------- | ------------------ |
| 140 | "818-jklpuzo"                         | James Widdoes | Chuck Lorre, Lee Aronsohn e Mark Roberts                                                   | 21 de setembro de 2009 | 701                |
| Charlie chama Mia pra tomar um café e ela pergunta se ele poderia ajudá-la com algumas músicas em que está trabalhando. Além disso, Charlie precisa decidir entre sua noiva Chelsea e seu antigo amor, Mia. Enquanto isso, Alan pede pra que Charlie deixe sua namorada, Melissa, morar com ele. Participação especial de Eddie Van Halen. Citação do título: Alan, testando o truque que o Charlie usa para se lembrar do número de telefone de Chelsea. |                                       |               |                                                                                            |                        |                    |
| 141 | "Whipped Unto the Third Generation"   | James Widdoes | Mark Roberts                                                                               | 28 de setembro de 2009 | 702                |
| Quando a namorada de Charlie, Chelsea, o convence a deixar Melissa, namorada de Alan, morar junto com eles, as mulheres tomam conta da casa. Citação do título: Charlie, falando que as mulheres vão controlá-los por um longo tempo após ver Celeste controlando Jake. |                                       |               |                                                                                            |                        |                    |
| 142 | "Mmm, Fish. Yum."                     | James Widdoes | Chuck Lorre, Lee Aronsohn e Don Foster                                                     | 5 de outubro de 2009   | 703                |
| Alan banca o babá do bebê de Judith e da mãe dela que está bêbada. Enquanto isso, Jake chantageia Charlie com uma foto reveladora. Citação do título: Alan, vendo iscas de peixe na mesa. |                                       |               |                                                                                            |                        |                    |
| 143 | "Laxative Tester, Horse Inseminator"  | James Widdoes | Susan Beavers e Eddie Gorodetsky                                                           | 12 de outubro de 2009  | 704                |
| Alan arruma um emprego trabalhando pra Evelyn, e Charlie precisa consertar a relação fria e dura entre Chelsea e Jake. Citação do título: Charlie, nomeando outros empregos que Alan poderia ter aceitado ao invés de trabalhar para Evelyn. |                                       |               |                                                                                            |                        |                    |
| 144 | "For the Sake of the Child"           | James Widdoes | Chuck Lorre, Lee Aronsohn e Mark Roberts (história) Don Foster e Jim Patterson (adaptação) | 19 de outubro de 2009  | 705                |
| Jake se recusa a ficar com Alan e Charlie, após os dois terem o envergonhado em público. Citação do título: Alan, querendo que ele e Charlie ponham suas diferenças de lado para que Jake volte a passar os fins de semana com eles. |                                       |               |                                                                                            |                        |                    |
| 145 | "Give Me Your Thumb"                  | James Widdoes | Chuck Lorre e Mark Roberts                                                                 | 2 de novembro de 2009  | 706                |
| Alan sugere que Chelsea faça um transplante que reduza os seus seios e Charlie o expulsa de casa. Nota: Por este episódio Holland Taylor foi nomeada para o Primetime Emmy Awards de Melhor Atriz Coadjuvante numa série de comédia, mas perdeu para Jane Lynch de Glee. Citação do título: Evelyn, pedindo para Alan dar suas impressões digitais para falsificar documentos.                                                                            |                                       |               |                                                                                            |                        |                    |
| 146 | "Untainted by Filth"                  | James Widdoes | Chuck Lorre, Lee Aronsohn e Don Foster                                                     | 9 de novembro de 2009  | 707                |
| Charlie e Alan se vêem acordados na mesma cama e na companhia de uma mulher desconhecida (Katy Mixon). Citação do título: Charlie, falando que rosas brancas simbolizam o amor limpo. |                                       |               |                                                                                            |                        |                    |
| 147 | "Gorp. Fnark. Schmegle."              | James Widdoes | Chuck Lorre, Lee Aronsohn e Mark Roberts                                                   | 16 de novembro de 2009 | 708                |
| Chelsea convida sua amiga, Gail (Tricia Helfer), pra ficar por uns tempos na casa até ela se recuperar de uma recente separação. Citação do título: Alan, em seus pensamentos, após ver Gail pela primeira vez. A frase também foi dita por Charlie em um sonho que ele teve envolvendo Chelsea e Gail. |                                       |               |                                                                                            |                        |                    |
| 148 | "Captain Terry's Spray-On Hair"       | James Widdoes | Don Foster, Eddie Gorodetsky, Susan Beavers e Jim Patterson                                | 23 de novembro de 2009 | 709                |
| Charlie está chateado ao ver que não está bem com Chelsea e Alan decide cuidar de seu cabelo. Nota: Por este episódio Jon Cryer foi nomeado para o Primetime Emmy Awards de Melhor Ator Coadjuvante numa série de comédia, mas perdeu para Eric Stonestreet de Modern Family. Citação do título: Charlie, lendo o rótulo de um produto para cabelos de Alan.                                                                                              |                                       |               |                                                                                            |                        |                    |
| 149 | "That's Why They Call It Ball Room"   | James Widdoes | Chuck Lorre e Jim Patterson                                                                | 7 de dezembro de 2009  | 710                |
| Charlie vê que Chelsea não é tão honesta em relação a suas finanças. Citação do título: Charlie, após Alan dizer que não deve haver contato entre virilhas durante uma dança. |                                       |               |                                                                                            |                        |                    |
| 150 | "Warning, It's Dirty"                 | James Widdoes | Chuck Lorre, Mark Roberts, Eddie Gorodetsky e Don Foster                                   | 14 de dezembro de 2009 | 711                |
| Charlie mostra a Jake a arte da infidelidade enquanto sua namorada foi viajar no Natal. Citação do título: Marty Pepper, explicando como ele sabe que Lucille Ball não é ruiva naturalmente. |                                       |               |                                                                                            |                        |                    |
| 151 | "Fart Jokes, Pie and Celeste"         | James Widdoes | Chuck Lorre, Lee Aronsohn, Mark Roberts e Don Foster                                       | 11 de janeiro de 2010  | 712                |
| Jake compõe canções românticas pra sua ex-namorada, enquanto Herb e Alan não querem que Judith saiba que os dois estão se dando bem. Citação do título: Jake, nomeando as três coisas que ele mais ama. Charlie nomeia as duas primeiras antes de Jake completar as três. |                                       |               |                                                                                            |                        |                    |
| 152 | "Yay, No Polyps!"                     | James Widdoes | Chuck Lorre e Lee Aronsohn                                                                 | 18 de janeiro de 2010  | 713                |
| Charlie se submete a uma colonoscopia como desculpa pra não viajar com Chelsea e não conhecer os pais dela, mas é só voltar pra casa que ele os encontra lá. Citação do título: Alan, sobre os resultados da colonoscopia de Charlie. |                                       |               |                                                                                            |                        |                    |
| 153 | "Crude and Uncalled For"              | James Widdoes | Chuck Lorre e Lee Aronsohn                                                                 | 1 de fevereiro de 2010 | 714                |
| Alan vai parar na cadeia após brigar num bar. Charlie começa a desconfiar que Chelsea está gostando do advogado (Steven Eckholdt) que está cuidando do caso. Citação do título: Evelyn, após Charlie falar que o caso de Alan poderia parar no tribunal. |                                       |               |                                                                                            |                        |                    |
| 154 | "Aye, Aye, Captain Douche"            | James Widdoes | Chuck Lorre, Lee Aronsohn e Susan Beavers                                                  | 8 de fevereiro de 2010 | 715                |
| A relação de Charlie e Chelsea está por um fio por conta do ciúmes de Charlie. Esse episódio é a continuação do anterior, "Crude and Uncalled For". Citação do título: Jake, após Charlie o pedir para abaixar o volume da TV. |                                       |               |                                                                                            |                        |                    |
| 155 | "Tinkle Like a Princess"              | James Widdoes | Chuck Lorre e Lee Aronsohn                                                                 | 1 de março de 2010     | 716                |
| Charlie volta de uma viagem a Las Vegas. A moça que ele traz consigo e com quem se casou não é Chelsea. Citação do título: Charlie, explicando para Alan que ele não consegue ir ao seu banheiro, pois ele o lembra de Chelsea. |                                       |               |                                                                                            |                        |                    |
| 156 | "I Found Your Mostache"               | James Widdoes | Chuck Lorre, Lee Aronsohn e Mark Roberts                                                   | 8 de março de 2010     | 717                |
| Chelsea está com um outro namorado, mas ela e Charlie passam a noite juntos depois de terem se separado. Citação do título: Chelsea, entregando para Charlie o bigode falso que Alan o emprestou. |                                       |               |                                                                                            |                        |                    |
| 157 | "Ixnay on the Oggie Day"              | James Widdoes | Don Foster, Eddie Gorodetsky e Jim Patterson                                               | 22 de março de 2010    | 718                |
| Charlie volta a namorar a melhor amiga de Chelsea, enquanto Alan causa um efeito inesperado em uma nova paciente. Citação do título: Charlie, falando para Gail que eles deviam manter o fato que eles fizeram sexo entre eles. |                                       |               |                                                                                            |                        |                    |
| 158 | "Keith Moon Is Vomiting in His Grave" | James Widdoes | Eddie Gorodetsky e Jim Patterson                                                           | 12 de abril de 2010    | 719                |
| O novo amigo de Jake, Eldridge, é uma má influência, mas Alan passa a gostar da linda mãe do garoto. Primeira aparição de: Lindsay MacElroy e Eldridge MacElroy. Citação do título: Charlie, comparando Eldridge a outros bateristas enquanto ele vomita em um cesto de lixo. Keith Moon era o baterista da banda The Who. |                                       |               |                                                                                            |                        |                    |
| 159 | "I Called Him Magoo"                  | James Widdoes | Chuck Lorre e Lee Aronsohn                                                                 | 10 de maio de 2010     | 720                |
| Alan tenta ter uma noite íntima em um motel com sua nova namorada, enquanto Charlie tem outro plano para obter a experiência de "namorar". Citação do título: Berta, falando que Alan a lembra de um gato cego que ela costumava ter. |                                       |               |                                                                                            |                        |                    |
| 160 | "Gumby with a Pokey"                  | James Widdoes | Chuck Lorre, Lee Aronsohn, Susan Beavers e David Richardson                                | 17 de maio de 2010     | 721                |
| Enquanto Alan e Jake estão viajando, Charlie é visitado por fantasmas de suas ex-namoradas. Citação do título: Russell, o farmacêutico de Charlie, descrevendo os efeitos do viagra misturado com relaxante muscular. |                                       |               |                                                                                            |                        |                    |
| 161 | "This Is Not Gonna End Well"          | Lee Aronsohn  | Chuck Lorre, Lee Aronsohn, Mark Roberts e Don Foster                                       | 24 de maio de 2010     | 722                |
| Jake sai pra dirigir com Charlie, mas Charlie acaba tendo a sua carteira de habilitação anulada. Enquanto isso, Alan é convidado para a festa de aniversário de Chelsea. Citação do título: Charlie, depois de bater em uma viatura policial enquanto dirigia bêbado e com a habilitação suspensa. |                                       |               |                                                                                            |                        |                    |

## Nota
Esta temporada deveria originalmente ter 24 episódios, mas em novembro de 2009 foi anunciado que teria de 24 a 22 episódios. Por conta da entrada de Charlie Sheen numa clínica de reabilitação em fevereiro de 2010, as gravações ficariam por um tempo suspensas. Sheen tinha retornado no dia 16 de março de 2010 para gravar mais alguns episódios, mas mesmo assim a quantidade foi reduzida. Após várias especulações sobre a saída de Sheen da série, foi confirmado que o ator tinha renovado seu contrato por mais dois anos.